# Der Coolste
Der Coolste – drugi singel niemieckiego rapera B-Tight promujący jego album pod tytułem Neger Neger.
Zawartość singla Der Coolste:
1. Der Coolste (Original Radio Edit)
2. Der Coolste (Goofiesmackerz Remix)
3. Der Coolste (Derezon Remix)
4. Männer
5. Ich komm nicht klar feat. Shizoe
6. Beste Muzik
7. Der Coolste (Tai Jason Remix)
8. Der Coolste (Videoclip)